# ポーランド・マルカ

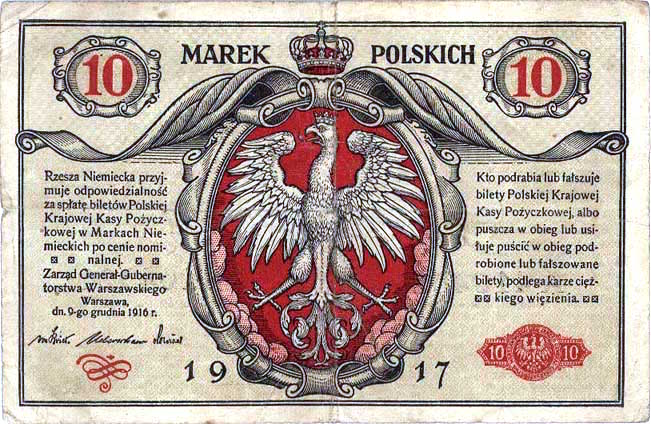
10マルカ紙幣(1917年)

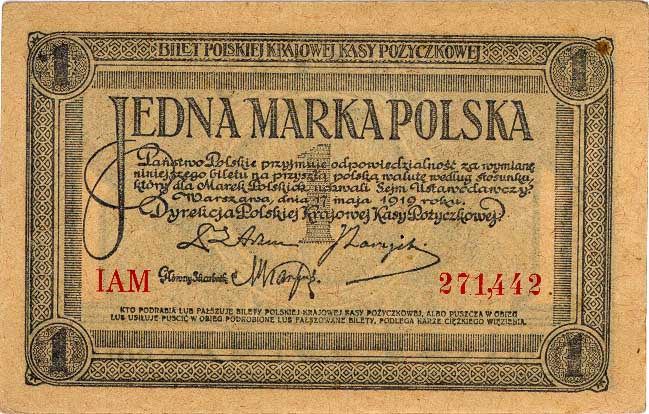
1919年に印刷された希少な1マルカ紙幣の遺物。当時、新生ポーランドの国名は特定されておらず、Polish stateと呼ばれていた時代だった。

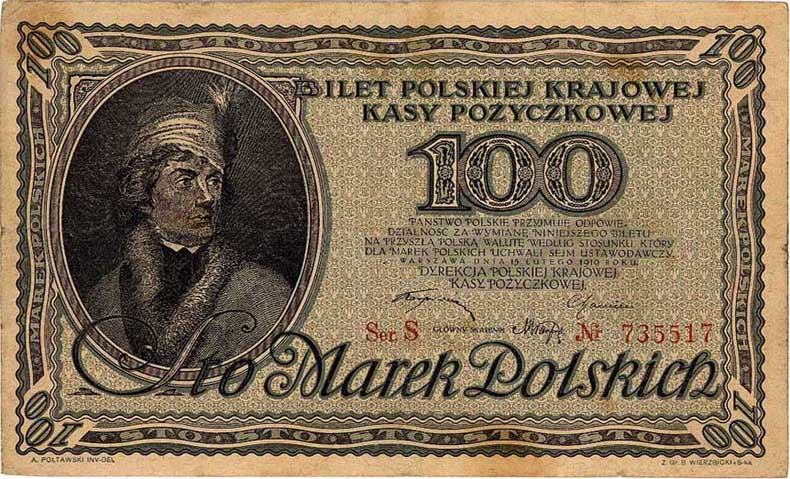
100マルカ紙幣(1919年)

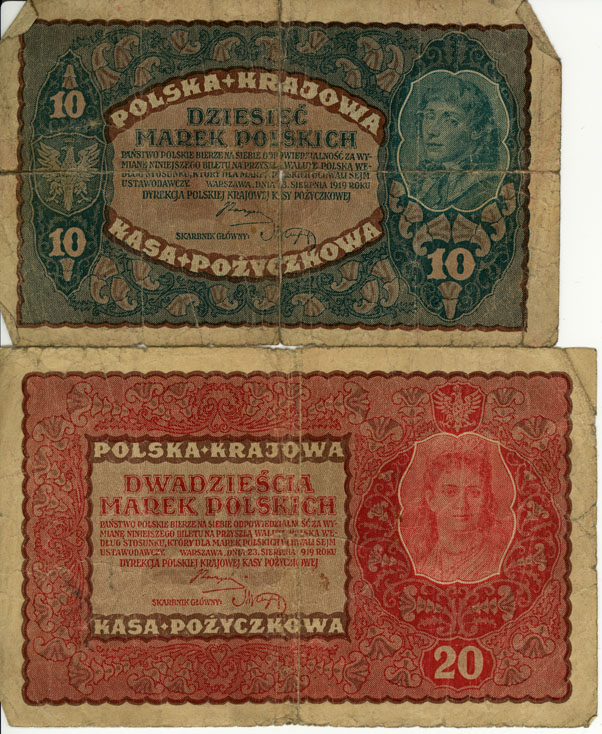
10マルカ紙幣と20マルカ紙幣(1919年より使用)

ポーランド・マルカ(ポーランド語:marka polska,複数形:marki, marek,略称:mp)は、1917年～1924年の間に、ポーランド摂政王国及びポーランド第二共和国で使用された通貨である。1ポーランド・マルカ紙幣は、100fenigów（単数形:fenig）硬貨に細分化されていたが、それはドイツマルクの制度を真似たものである（ドイツマルクの項を参照）。 

## 歴史
第一次世界大戦中の1915年、当時ポーランドを支配していたロシア帝国は中央同盟国の大攻勢の前に撤退を強いられた。代わってポーランドに乗り込んできた中央同盟国軍は、占領地統治のため2人の総督を指名した。1人はドイツ帝国出身のハンス・ハートヴィヒ・フォン・ベセラーでワルシャワに派遣され、もう1人のオーストリア＝ハンガリー帝国出身のカール・クックはルブリンに居を定めた。これ以降ポーランドの統治はドイツ（大半がプロイセン）とオーストリア（大半がポーランド）から派遣された官僚の手に委ねられることになる。
当時のポーランドではロシア・ルーブル、パピエルマルク、ドイツ・オストルーブル、オーストリア＝ハンガリー・クローネの4つの通貨が流通していた。1915年12月9日、ドイツの総督だったヴォルフガング・フォン・クライズは、オーストリア側との会議の末、Polish Loan Bank (Polska Krajowa Kasa Pożyczkowa)と呼ばれる新銀行を創設し、ドイツマルクと同等の価値を持つポーランド・マルカという新しい通貨制度の誕生を宣言した。新しい通貨制度の安定性は、ドイツ帝国銀行が10億ドイツマルクもの資金を用意する事で保証されていた。
1917年になると、新硬貨(1, 5, 10, 20 fenigów)と新紙幣(½, 1, 2, 5, 10, 20, 50, 100, 500, 1000 マルカ)が鋳造され、これまで使用されていた4つの通貨を新通貨に置き換え始めた。全ての紙幣には赤地に白鷲のポーランドの国章が描かれ、白色であった。1918年11月11日に第一次世界大戦の休戦協定が結ばれた時点では、8億8,000万ドイツマルクが既に市場で流通されていた。新しく誕生したポーランド第二共和国の政府はマルカを通貨として保持し、資金運用を続けるために貸付銀行の設立を許可する事を決定した。1918年中にドイツ製の紙幣は、市場への流通過程において新紙幣に取って代わられた。これらの新紙幣には、ポーランドの歴史上のテーマが特徴付けられていた。10, 500マルカ紙幣にはヤドヴィガ女王の肖像、5, 10, 100, 1000マルカ紙幣にはタデウシュ・コシチュシュコが描かれた。50マルカの銀貨も計画されていたが、ハイパーインフレのせいで実現されることはなかった。今日では、ただ1つの銀貨のみ、現存している事が分かっている。
しかし、当時のポーランドは123年にもわたるポーランド分割と5年続いた第一次世界大戦により、既に国土は荒廃し、その上新たに軍事的な戦闘に突入した事により、国内の経済は一層無力化していった。1920年には、ポーランド・ソビエト戦争の最中、コシチュシュコが描かれた½マルカ及びヤドヴィガ女王とコシチュシュコの両方が描かれた5000マルカの新紙幣が使用されるようになった。市場には新たに5億マルカが流通した。しかし数年のうちに金融危機が深刻化し、1922年には本格的かつ破壊的なインフレーションの時代が始まった。この時点で2,070億マルカもの通貨が流通していた。その為、10,000及び50,000マルカの新紙幣を印刷する必要に迫られた。1922年中には、インフレが一層弾みを付けて加速化していき、100,000, 250,000, 500,000, 1,000,000マルカ新紙幣が発行され、翌1923年になると、500万,1,000万マルカ新紙幣が出回るようになった。
1924年になると、大蔵大臣でもあったヴァディスワフ・グラブスキが任命され、金融復興政策を打ち出した。ポーランド銀行は、ポーランド中央銀行として再生する事を宣言した。ポーランド・マルカは新たな金本位制の通貨であるズウォティに、1,800,000ポーランド・マルカ=1ズウォティの為替レートで変換された。この時点で、1米ドルに対する為替レートは、5.18ズウォティ(9,324,000ポーランド・マルカ)になっていた。

## 米ドルとの為替レート
1米ドルに対するポーランド・マルカの為替レートは、以下の通りである:
- 1919年 - 90
- 1921年 - 6000
- 1923年5月 - 52,000
- 1923年7月 - 140,000
- 1923年11月初頭 - 2,000,000
- 1923年11月末 - 5,000,000
- 1924年1月 - 9,300,000

上記のように、激しいハイパーインフレが起こり、ポーランド・マルカの価値が暴落していった事が分かる。